# Nkoumse
Nkoumse ou Nkoumisse est un village de la région du Centre du Cameroun, situé dans la commune de Bot-Makak. 

## Population et développement
En 1962, la population de Nkoumse était de 261 habitants. La population de Nkoumse était de 619 habitants dont 313 hommes et 306 femmes, lors du recensement de 2005.     